# Calafell
Calafell is een gemeente in de Spaanse provincie Tarragona in de regio Catalonië met een oppervlakte van 20 km². Calafell telt 24.289 inwoners (1 januari 2016). De gemeente grenst aan Castellet i la Gornal, Bellvei, Cunit en El Vendrell.
De gemeente bestaat uit de volgende woonkernen: Calafell-poble, Bellamar, Bonanova, Platja de Calafell en Segur de Calafell.

## Demografische ontwikkeling

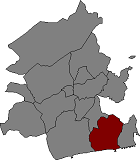
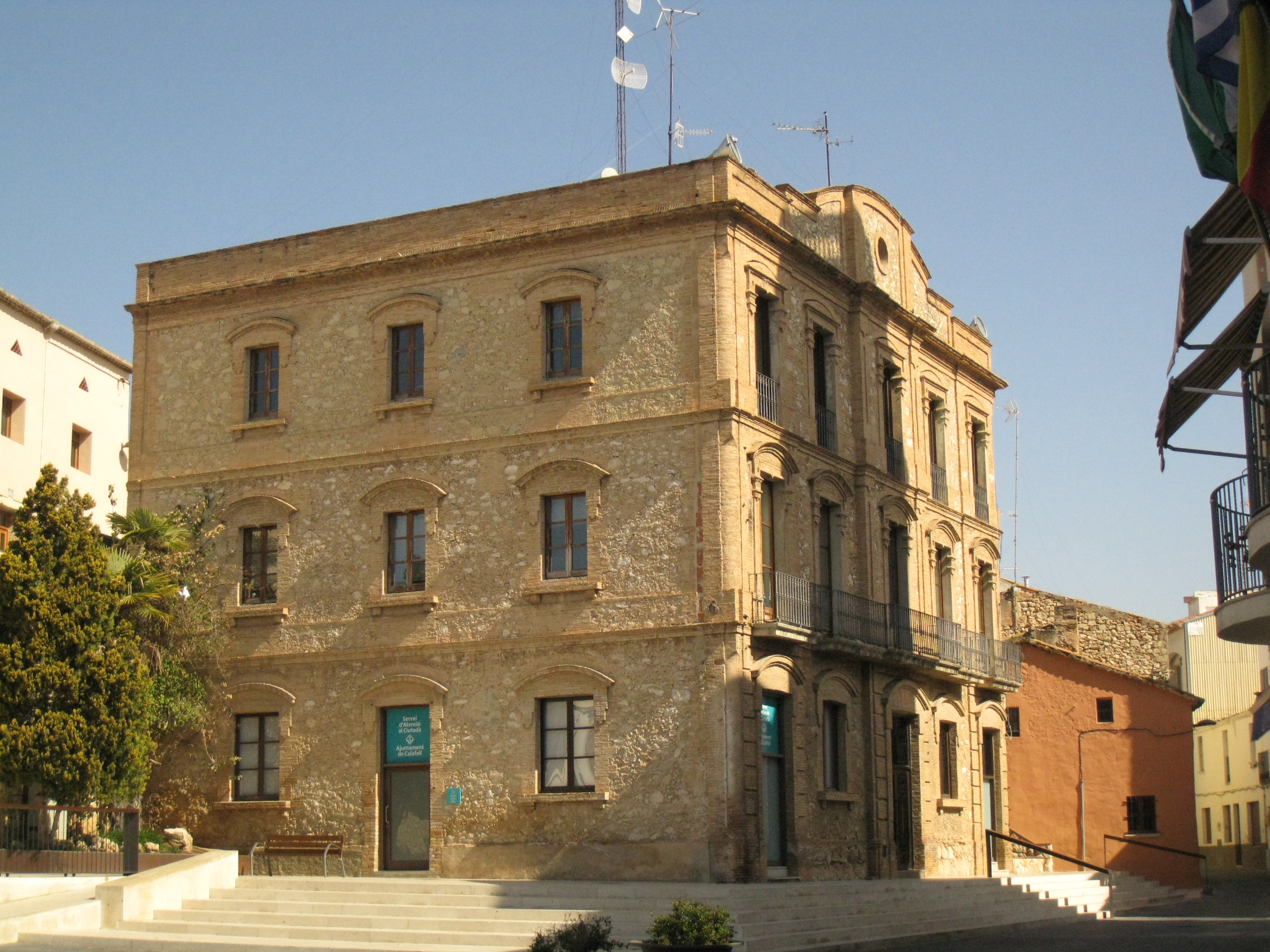
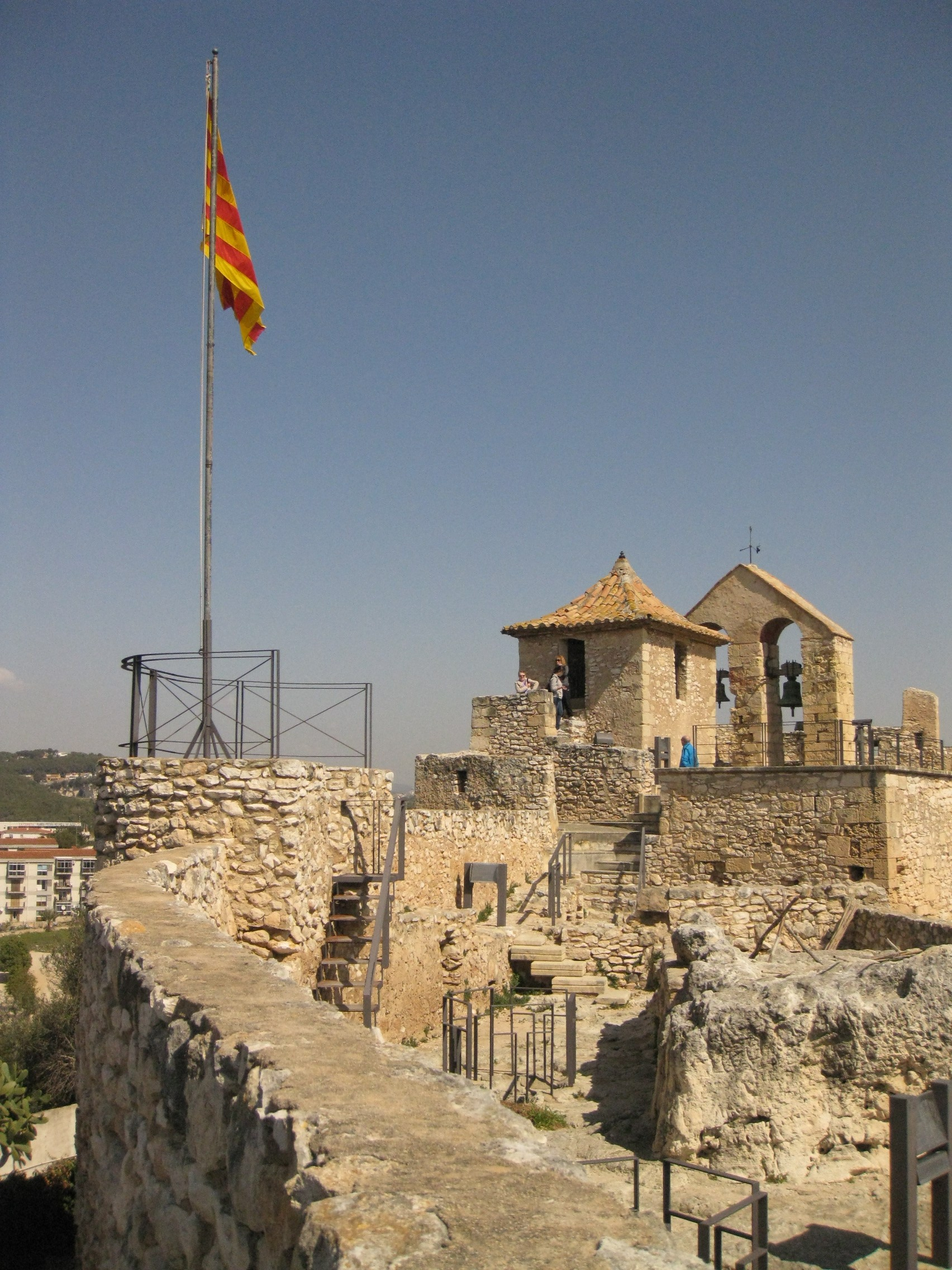
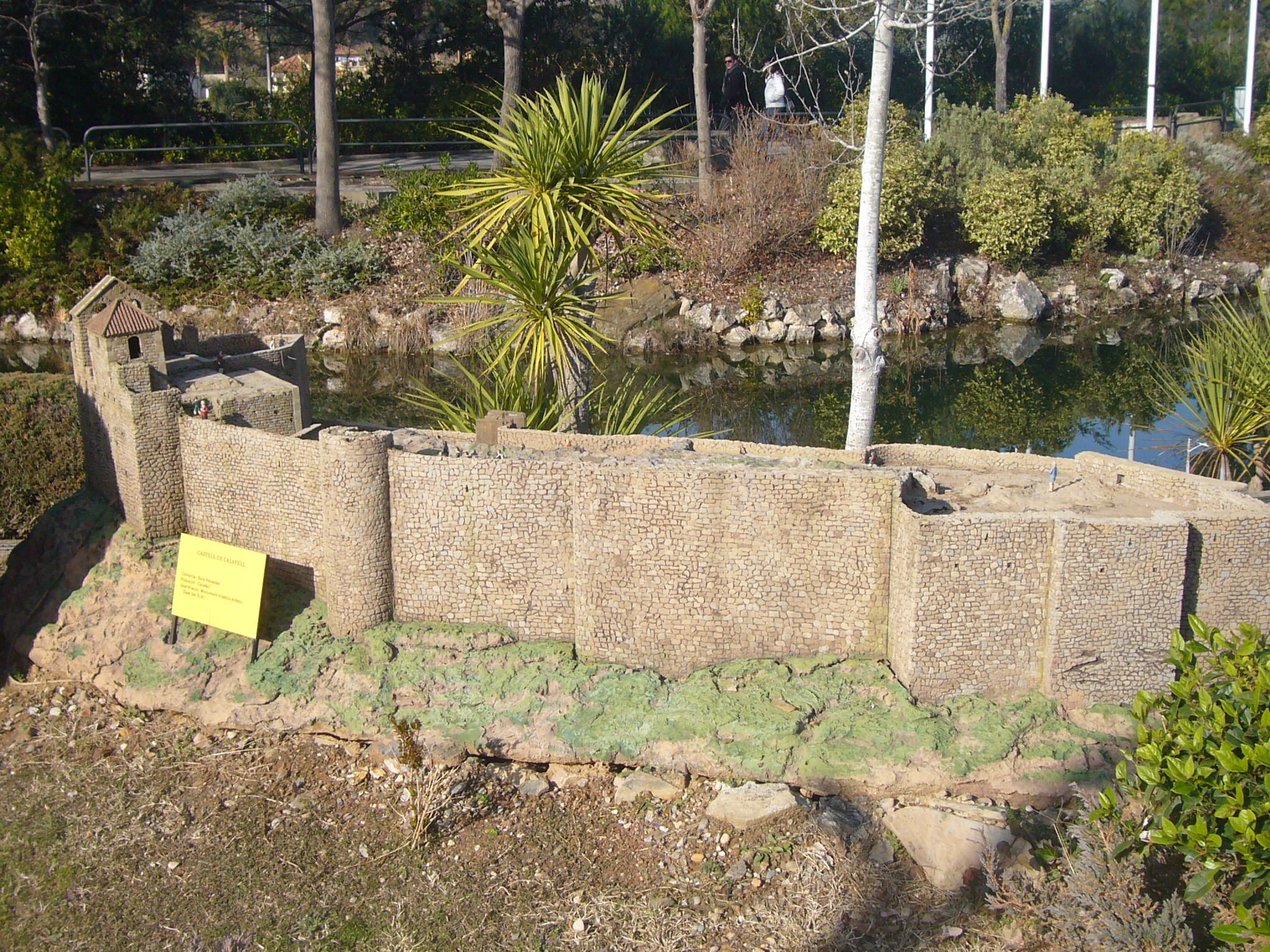
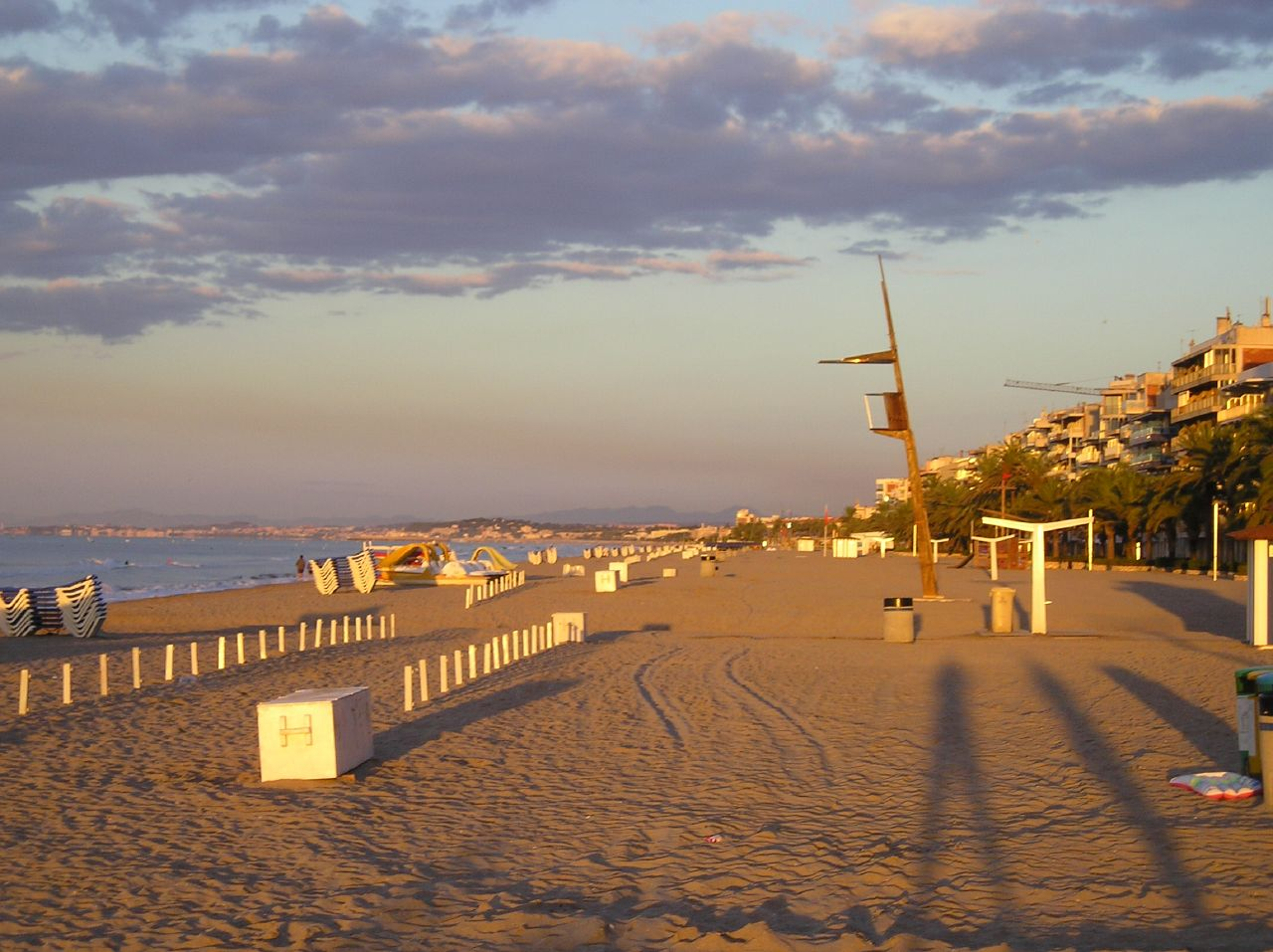

Bron: INE; 1857-2011: volkstellingen